# Agelena longimamillata
Agelena longimamillata är en spindelart som beskrevs av Roewer 1955. Agelena longimamillata ingår i släktet Agelena och familjen trattspindlar.
Artens utbredningsområde är Moçambique. Inga underarter finns listade i Catalogue of Life.